# WS023T
WS023Tは東芝が開発し、ウィルコムが販売するPHS方式端末である。ペットネームは、WILLCOM LU。

## 特徴
ウィルコムとしては初の縦方向スライド式音声端末である。背面パネル全体が電池蓋で、つなぎ目がないデザインとなっている。同梱のW-SIMは発売当初はRX420ALで、後にW-OAM TypeG対応のRX430ALに変更された。Webのウィルコム公式ストアなどではジャケット単体販売もされていた。
待ち受けアプリの「ウィルコムガジェット」にも対応しニュースやmixiの更新情報などを待ち受け画面に表示できる。東芝のソフトバンクモバイル向け機種にプリセットされ好評を博しているオリジナルキャラクター「くーまん」に該当する物としてこの機種オリジナルのキャラクター「ぐみねこ」がプリセットされている。
取扱説明書が電子化されており、同梱されているCD-ROMに専用ユーティリティとともに説明書が収録されている。印刷物は簡単な説明のみが記載されているクイックマニュアルと各種チラシのみとなる。
これまでのW-SIM音声端末同様パソコンに繋いでのデータ通信は非対応となっている。
UIと機能は、WILLCOM 9を踏襲している。WEBブラウザはNetFront3.4を採用。タブ表示やRSSリーダーにも対応している。国際ローミングは台湾、タイ、ベトナムに対応。
前機種であるWX320Tと比較するとデータフォルダの容量増加、カメラの画素数アップ、液晶の反応速度や輝度アップなど細かい点での改良が施されている。WILLCOM 9を踏襲しているため、ポケベル入力、オフィスビューアー、ハンズフリー通話、メールやJavaアプリのmicroSDへの保存などが無くなっている。

## 沿革
- 2008年10月28日 発表
- 2008年12月4日 ホワイトとピンクが発売
- 2008年12月11日 ブラックが発売
- 2008年12月17日 メール機能の不具合を発表。更新用ソフトウエアを配布。端末からの利用が可能。